# Карапенц, Акоп
Акоп Карапенц (арм. Հակոբ Սիմոնի Կարապենց (Կարապետյան); 9 августа 1925, Тебриз, Иран — 20 декабря 1994, Бостон, США) — американский писатель и публицист армянского происхождения из Ирана, писавший на английском и армянском языках.
Учился в университетах Канзас-сити и Колумбии (США). Многие годы возглавлял армянскую редакцию радиостанции «Голос Америки».
Один из самобытных зарубежных армянских писателей. Опубликовал сборники рассказов «Незнакомые души» (1970), «Дочь Карфагена» (1972), «Американский хоровод» (1986) и др., роман «Книга Адама» (1983).
В Ереване именем Карапенца названа средняя школа № 6.